# 劉還月
劉還月（1958年2月20日—），本名劉魏銘，臺灣新竹市客家人。臺灣民俗學者，以客家文化、平埔族群等報導文學聞名。
年少家貧失學，泰北高中夜補校肄業。曾任廣告公司企畫，《自立晚報》副刊美術編輯等職。1984年辭去了所有固定的工作，專事臺灣民俗及器物的田野調查工作。著有《尋訪台灣平埔族》、《台灣鄉土誌》、《台灣客家風土誌》、《台灣的客家人》、《台灣人的歲時與節俗》、《台灣人的祀神與祭禮》》等書。曾獲吳三連獎、梁實秋文學獎等。